# Quercus augustini
Quercus augustini är en bokväxtart som beskrevs av Sidney Alfred Skan. Quercus augustini ingår i släktet ekar, och familjen bokväxter. Inga underarter finns listade.